# Giftslangen
Giftslangen er en film instrueret af Hjalmar Davidsen.

## Handling
Denne artikel mangler et handlingsreferat. Hjælp os med at skrive det.

## Medvirkende
- Carlo Wieth som Pjerrot
- Ella Sprange som Lula, Pjerrots kone, slangetæmmerske
- Lauritz Olsen som Manzoni, akrobat
- Alma Hinding som Medvirkende
- Christian Lange som Medvirkende
- Agnes Andersen som Medvirkende
- Charles Willumsen som Medvirkende
- Aage Henvig som Medvirkende
- Emilie Otterdahl som Medvirkende
- Vera Esbøll som Medvirkende
- Birger von Cotta-Schønberg som Medvirkende
- Paula Ruff som Medvirkende
- Ingeborg Jensen som Medvirkende
- Frederik Jacobsen som Medvirkende
- Ingeborg Bruhn Bertelsen som Medvirkende
- Holger Syndergaard som Medvirkende
- Oluf Billesborg som Medvirkende
- Ebba Lorentzen som Medvirkende
- Franz Skondrup som Medvirkende
- Axel Boesen som Medvirkende